# 地域産業振興
株式会社地域産業振興（ちいきさんぎょうしんこう、英: Regional Industry Promotion Co., Ltd.）は、不動産、法人サービス、農林、飲食サービス、レジャー・リゾートなどの事業を展開するOGIグループ(OGI Group)のグループ会社であり、地域振興に関する調査・企画・立案およびコンサルティング業務を事業内容とする。

## 概要
地方・地域の様々な課題を調査・研究し、ソリューションを企画・提案する企業として2014年7月に設立された。
地域に根ざした各種商品のブランディングや販売戦略の立案、施設再生や経営改善など、地域産業の振興あるいは再生を主としている。
2016年4月現在、休眠中